# آرثر غريفيثز (لاعب كرة قدم بريطاني)
آرثر غريفيثز (بالإنجليزية: Arthur Griffiths)‏ (23 أبريل 1908 في المملكة المتحدة - 1995) هو لاعب كرة قدم بريطاني (وحمل سابقاً جنسية المملكة المتحدة لبريطانيا العظمى وأيرلندا) في مركز الهجوم. لعب مع ستوك سيتي وغلينتوران ونادي باري تاون يونايتد ونادي توركي يونايتد ونادي روتشديل ونيوبورت كونتي ونادي تشيلتنهام تاون لكرة القدم وNewry City F.C. ‏.